# 가막천 (울산)
가막천은 울산광역시 울주군 언양읍 반연리의 울산과학기술대학교 가막저수지에서 발원하여 대체로 동류하다가 대곡천(현재 태화강 본류)의 지류인 반연천으로 흘러드는 강이다.